# Lucky Star (bài hát)
"Lucky Star" là một bài hát của ca sĩ người Mỹ Madonna nằm trong album phòng thu đầu tay mang chính tên cô (1983). Nó được phát hành lần đầu tiên tại Anh quốc vào ngày 8 tháng 9 năm 1983, bởi Sire Records, như là đĩa đơn thứ tư trích từ album. Bài hát cũng xuất hiện trong nhiều album tuyệt phẩm của Madonna như The Immaculate Collection (1990) và Celebration (2009). "Lucky Star" được sáng tác bởi Madonna và sản xuất bởi Reggie Lucas. Tuy nhiên, trong quá trình thu âm, Madonna không cảm thấy ấn tượng với thành quả cuối cùng của Lucas. Do đó, cô đã liên lạc với John "Jellybean" Benitez - bạn trai của nữ ca sĩ lúc bấy giờ để phối lại bài hát theo ý tưởng của mình. Nội dung của bản nhạc nói về việc so sánh cơ thể của những chàng trai với những ngôi sao trên trời.
Nó nhận được những đánh giá cao từ các nhà phê bình đương đại, trong đó họ gọi đây là bài hát giúp giới thiệu rộng rãi nhạc dance với công chúng. Về mặt thương mại, "Lucky Star" đã trở thành đĩa đơn đầu tiên trong sự nghiệp của Madonna vươn đến top 5 bảng xếp hạng Billboard Hot 100, khi đạt vị trí thứ 4, khởi đầu cho chuỗi 17 đĩa đơn top 5 liên tiếp của cô tại đây. Nó cũng đánh dấu lần đầu tiên Madonna lên ngôi quán quân bảng xếp hạng nhạc Dance, chung với đĩa đơn trước "Holiday".
Trong video ca nhạc của "Lucky Star", Madonna nhảy nhót trong một phim trường mang nền trắng, cùng với vũ công của cô. Sau khi phát hành, phong cách và hình tượng của Madonna đã trở thành một xu hướng thời trang mới cho giới trẻ. Giới chuyên môn lưu ý rằng trong video, Madonna miêu tả bản thân là một ngôi sao mang đến may mắn, khác với ý nghĩa ca từ bài hát. Madonna đã biểu diễn bài hát trong nhiều chuyến lưu diễn lớn, gần nhất là tại Rebel Heart Tour (2015-16). Nó cũng được hát lại bởi một số nghệ sĩ.

## Danh sách bài hát
| - Đĩa 7" 1. A. "Lucky Star" (chỉnh sửa) – 3:50 2. B. "I Know It" – 3:47 - Đĩa 12" tại châu Âu/Vương quốc Anh 1. A. "Lucky Star" (remix tại Mỹ) – 7:14 2. B. "I Know It" – 3:44 | - Đĩa 12" quảng cáo tại Mỹ 1. A. "Lucky Star" – 5:30 2. B. "Holiday" – 6:08 - Đĩa CD maxi tại Đức / Vương quốc Anh (1995) 1. "Lucky Star" (remix tại Mỹ) – 7:14 2. "I Know It" – 3:47 |

Chú ý: Bài hát chỉ được phát hành tại châu Âu dưới dạng đĩa đơn maxi.

## Xếp hạng
| Bảng xếp hạng (1984)                               | Vị trí cao nhất |
| -------------------------------------------------- | --------------- |
| Australia (Kent Music Report)                      | 36              |
| Canada Top Singles (RPM)                           | 8               |
| Canada Adult Contemporary (RPM)                    | 14              |
| Ireland (IRMA)                                     | 19              |
| Anh Quốc (OCC)                                     | 14              |
| Hoa Kỳ Billboard Hot 100                           | 4               |
| Hoa Kỳ Adult Contemporary (Billboard)              | 19              |
| Hoa Kỳ Dance Club Songs (Billboard) with "Holiday" | 1               |
| Hoa Kỳ Hot R&B/Hip-Hop Songs (Billboard)           | 42              |

| Bảng xếp hạng (1984) | Vị trí |
| -------------------- | ------ |
| US Billboard Hot 100 | 66     |